# Matera megye
Matera Olaszország Basilicata régiójának egyik megyéje. Székhelye Matera.

## Fekvése

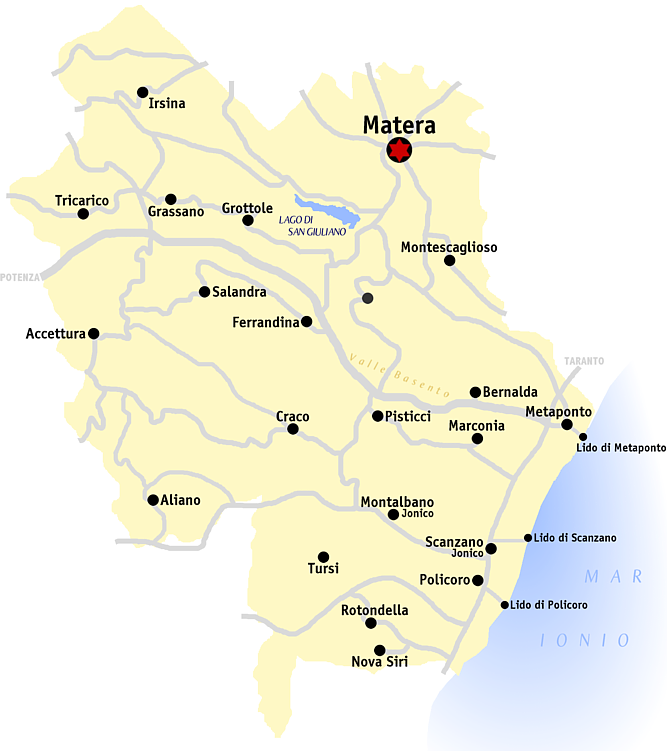
Matera megye

A megyét keleten a Tarantói-öböl határolja, északon Puglia régió két megyéje (Bari és Taranto), nyugaton Potenza megye, délen pedig Calabria régió Cosenza megyéje.
Földrajzi szempontból két külön régióra különíthető el: a tengerparti Metapontumi-síkság és a Materai-dombvidék. Területét átszelő főbb folyóvizek a Basento és Bradano. Keleti részén, mivel elsősorban mészkövek és dolomitok építik fel, gyakoriak a karsztjelenségek valamint a szurdokvölgyek (olasz nyelven gravina)

## Fő látnivalók
- Matera városa és a világörökség részét képező Sassi di Matera
- Metapontum romjai Bernalda mellett
- Hérakleia romjai Policoro mellett
- Tricarico katedrálisa
- az anglonai szentély Tursiban
- Stigliano városközpontja
- Ferrandina történelmi óvárosa
- Craco történelmi óvárosa

## Községek(comuni)
| Accettura   | Grottole          | Pomarico           |
| Aliano      | Irsina            | Rotondella         |
| Bernalda    | Matera            | Salandra           |
| Calciano    | Miglionico        | San Giorgio Lucano |
| Cirigliano  | Montalbano Jonico | San Mauro Forte    |
| Colobraro   | Montescaglioso    | Scanzano Jonico    |
| Craco       | Nova Siri         | Stigliano          |
| Ferrandina  | Oliveto Lucano    | Tricarico          |
| Garaguso    | Pisticci          | Tursi              |
| Gorgoglione | Policoro          | Valsinni           |
| Grassano    |                   |                    |